# Tånnö
Tånnö är en ort i Värnamo kommun och kyrkby i Tånnö socken. 
Orten är belägen vid sjön Vidöstern. Väg E4 passerade nära orten tills motorvägen öppnade 1997.
Mitt i Tånnö ligger Tånnö fornlämningar ett par gravfält finns med spår efter en mäktig vikingaätt som levde här för tusen år sedan. Gravarna består av högar, stensättningar och resta stenar. Söder om gravfältet står en runsten.
Tånnö kyrka ligger här.
Orten har under 2000-talet haft omkring 200 invånare, och då SCB gräns för klassning av orter som småort eller tätort går vid just 200 så har dess status varierat över tiden. Mellan 1975 och 2000 samt 2015 var den klassad som tätort, före 1975, åren 2005 och 2010 samt efter 2018 som småort. 

## Befolkningsutveckling
| Befolkningsutvecklingen i Tånnö 1975–2015                                             | Befolkningsutvecklingen i Tånnö 1975–2015 | Befolkningsutvecklingen i Tånnö 1975–2015 | Befolkningsutvecklingen i Tånnö 1975–2015 | Befolkningsutvecklingen i Tånnö 1975–2015 |
| ------------------------------------------------------------------------------------- | ----------------------------------------- | ----------------------------------------- | ----------------------------------------- | ----------------------------------------- |
|                                                                                       |                                           |                                           |                                           |                                           |
| År                                                                                    |                                           |                                           | Folkmängd                                 | Areal (ha)                                |
| 1975                                                                                  | 1975                                      |                                           | 203                                       |                                           |
| 1980                                                                                  | 1980                                      |                                           | 243                                       |                                           |
| 1990                                                                                  | 1990                                      |                                           | 223                                       | 27                                        |
| 1995                                                                                  | 1995                                      |                                           | 210                                       | 27                                        |
| 2000                                                                                  | 2000                                      |                                           | 203                                       | 27                                        |
| 2005                                                                                  | 2005                                      |                                           | 196                                       | 27#                                       |
| 2010                                                                                  | 2010                                      |                                           | 183                                       | 28#                                       |
| 2015                                                                                  | 2015                                      |                                           | 201                                       | 41                                        |
| Anm.: Ny tätort 1975. Ej tätort 2005. Åter tätort 2015. Ej tätort 2018. # Som småort. |                                           |                                           |                                           |                                           |